# توني كوفي
توني كوفي (بالإنجليزية: Tony Kofi)‏ هو عازف ساكسفون وملحن بريطاني، ولد في 1966 في نوتنغهام في المملكة المتحدة.

## وصلات خارجية
- توني كوفي على موقع ميوزك برينز (الإنجليزية)
- توني كوفي على موقع أول ميوزيك (الإنجليزية)
- توني كوفي على موقع ديسكوغز (الإنجليزية)